# Krångtjärnen (Hällesjö socken, Jämtland)
Krångtjärnen är en sjö i Bräcke kommun i Jämtland och ingår i Ljungans huvudavrinningsområde. Sjön är 4 meter djup, har en yta på 0,0882 kvadratkilometer och är belägen 283 meter över havet. Sjön avvattnas av vattendraget Mörtsjöbäcken.

## Delavrinningsområde
Krångtjärnen ingår i det delavrinningsområde (697815-151878) som SMHI kallar för Inloppet i Högtjärnen. Medelhöjden är 326 meter över havet och ytan är 12,39 kvadratkilometer. Det finns inga avrinningsområden uppströms utan avrinningsområdet är högsta punkten. Mörtsjöbäcken som avvattnar avrinningsområdet har biflödesordning 4, vilket innebär att vattnet flödar genom totalt 4 vattendrag innan det når havet efter 139 kilometer. Avrinningsområdet består mestadels av skog (77 procent) och sankmarker (10 procent). Avrinningsområdet har 0,5 kvadratkilometer vattenytor vilket ger det en sjöprocent på 4,1 procent.